# 二环己基二硫
二环己基二硫是一种有机硫化合物，化学式为C12H22S2。它可由环己硫醇的氧化反应得到。

## 反应
二环己基二硫和N-氯代丁二酰亚胺在四丁基氯化铵存在下于乙腈-水溶液中反应，可以得到环己基磺酰氯。